# Gisulf II. Furlanski
Gisulf II. (Furlanski) je bil vojvoda Langobardov na območju Furlanije. Leta 610 je padel v bitki, ko so Avari napadli Furlanijo. 

## Življenje
Za vojvodo Furlanije se je uveljavil okoli leta 590, po smrti očeta. Nekaj let pozneje, verjetno leta 610 , se je moral Gisulf II. z invazijo Avarov soočiti sam. Kralj  Agilulf ni posredoval: verjetno je pustil Avare, da napadejo vojvodo, ki je vodil pro-bizantinsko politiko. Kljub veliki hrabrosti, prikazani v bitki, se je po Pavlu Diakonu spopad spremenil v prid vsiljivcem, številčno superiornim.
( LA )
"Gisulfus Foroiulanus dux cum Langobardis, quos habere potentiat, audacter se pojavljajo; sed quamvis forte animositate contra inmensam multitudinem bellum cum paucis gereret, undique tamen circumseptus, cum omnibus penis suis extinctus est »
( SL)
«Furlanski vojvoda Gisulf se je pogumno spopadel skupaj s svojimi Langobardi, ki jih je lahko zbral; toda čeprav se je boril z velikim pogumom, je bil v proti neizmerni množici obkrožen z vseh strani in ubit s skoraj vsemi svojimi. "
Glavno mesto in grad vojvodstva, Čedad se je upiral, in potem kmalu klonil zaradi izdaje Gisulfove žene Romilde. Gisulf je imel z Romildo osem otrok: štiri sinove (Kako, Taso, Radoald in Grimoald) in štiri hčerke (Apa, Gaila, poročena z Bavarskim Garibaldijem II., Gisulfa in še ena, katerega imena se niti Pavel Diakon ne spominja). Njegova žena Romilda (Romhilda), hči bavarskega vojvode Garibalda I. in Walderade, hčerke langobardskega kralja Wacho, je nato s svojimi sinovi poiskala zaščito v mestu  Čedad.  Mesto so nato zavzeli Avari, domnevno zato, ker je Romhilda, zaslepljena z lepoto mladega avarskega plemiča, odprla mestna vrata. Moške v mestu so pobili, ter ugrabili ženske in otroke. Vendar so sinovi Gisulfa pobegnili. Dogodke je zapisal Pavel Diakon, ki pa ni bil sodobnik Gisulfa. 
Ker so bili običajno Langobardi in Avari v dobrih odnosih, ni jasen vzrok njihovega napada. To in dejstvo, da takratni langobardski kralj  Agilulf očitno ni pomagal svojemu vojvodi, napotuje na predpostavko, da so Avari  napadli Gisulfa v imenu kralja.
Dva od sinov Gisulfa, Raduald in Grimoald sta bila zaporedoma vojvodi Beneventa. Grimoald je postal leta 662 celo kralj Langobardov.
Leta 1874 so med obnovami v zgodovinskem središču Čedada našli grob plemenitega Langombarda. Na grobu so našli kamniti sarkofag z napisom "Cisul " na pokrovu. Na podlagi tega so to arheološko najdišče poimenovali "Gizulfova grobnica". Tam je bil najden tudi zlati križ, značilen za lombardski italijanski nakit, ki je znan kot "križ Gizulfa". Vendar ni dovolj zanesljivih dokazov, da je bila tu pokopana oseba ravno furlanski vojvoda Gisulf I ali Gisulf II. Sarkofag je vseboval ostanke bogatega bojevnika s polnim oklepom. Med najdbami je zlati prstan z imenom bizantinskega cesarja Tiberija II.. Na podlagi raziskav je bilo ugotovljeno, da gre za grob najverjetneje iz 7. stoletja in da je v njem lahko pokopan vojvoda Grasulf II.